# 多布羅泰亞薩鄉
44°47′N 24°23′E / 44.783°N 24.383°E
多布羅泰亞薩鄉（羅馬尼亞語：Comuna Dobroteasa, Olt），是羅馬尼亞的鄉份，位於該國南部，由奧爾特縣負責管轄，處於布加勒斯特以西150公里，每年平均降雨量1,040毫米，海拔高度208米，2007年人口2,009。